# Waterloo & City Line

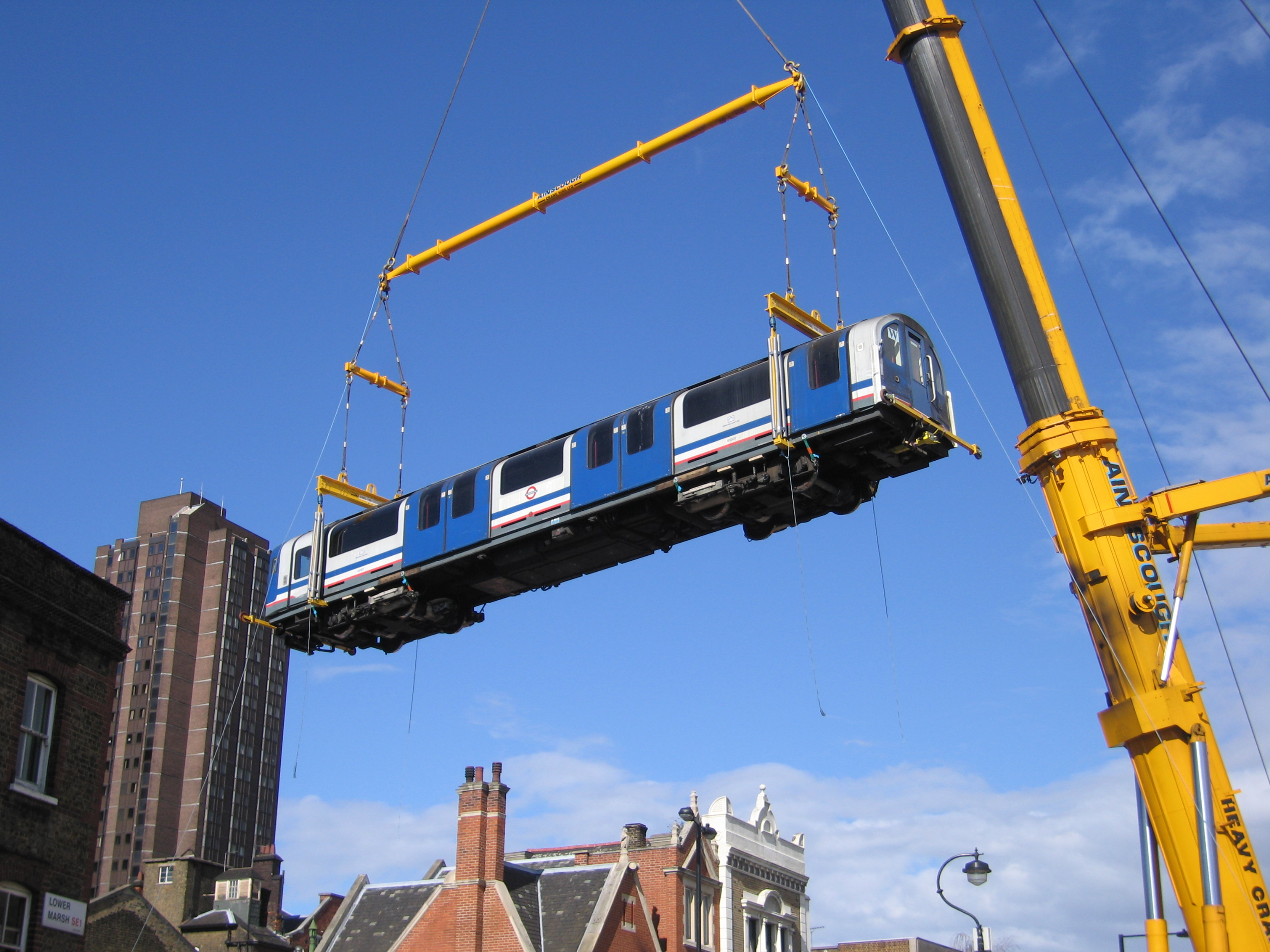
Soupravy musí z depa postupně zvedat jeřáb.

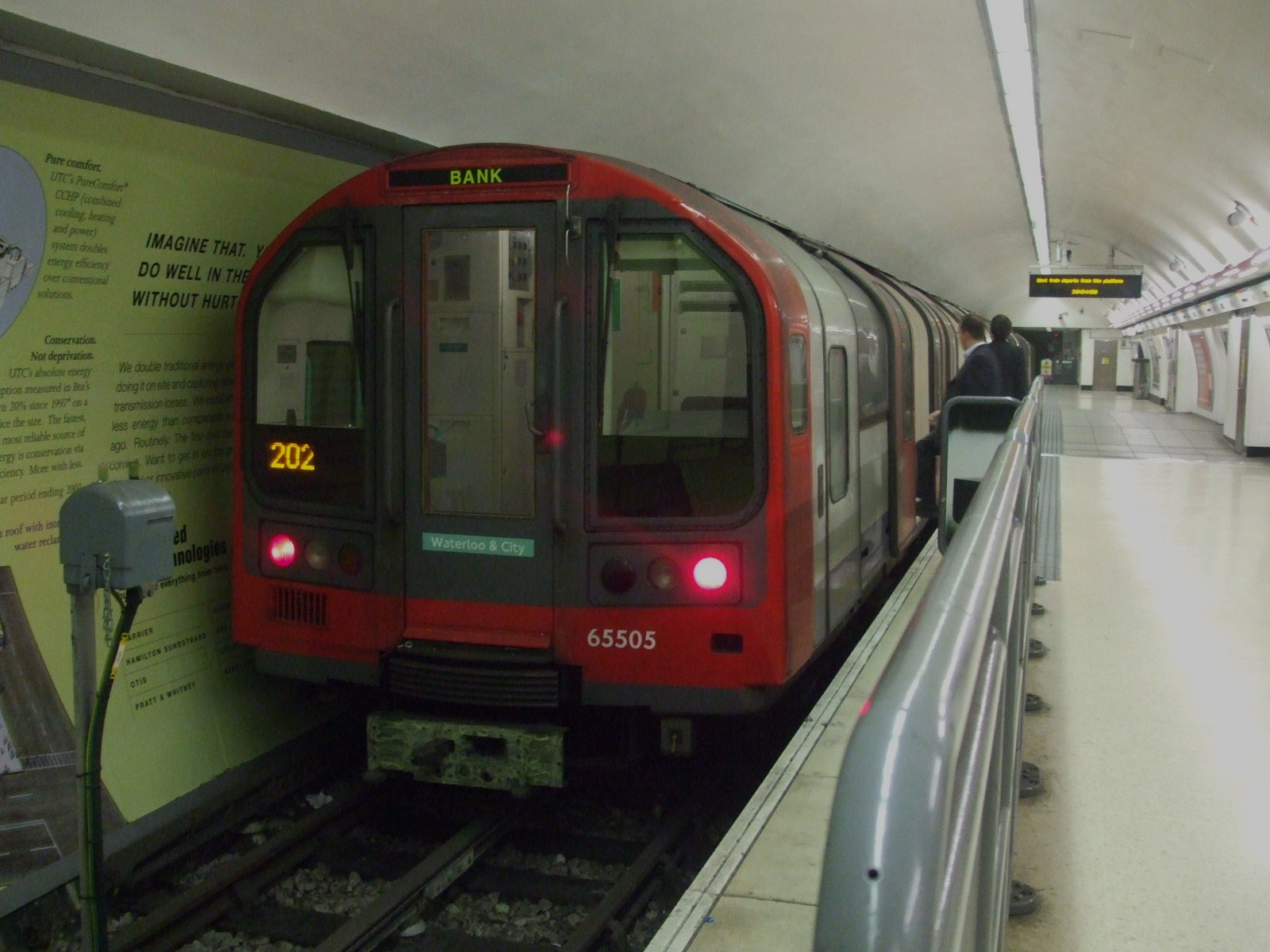
Souprava ve stanici Bank.

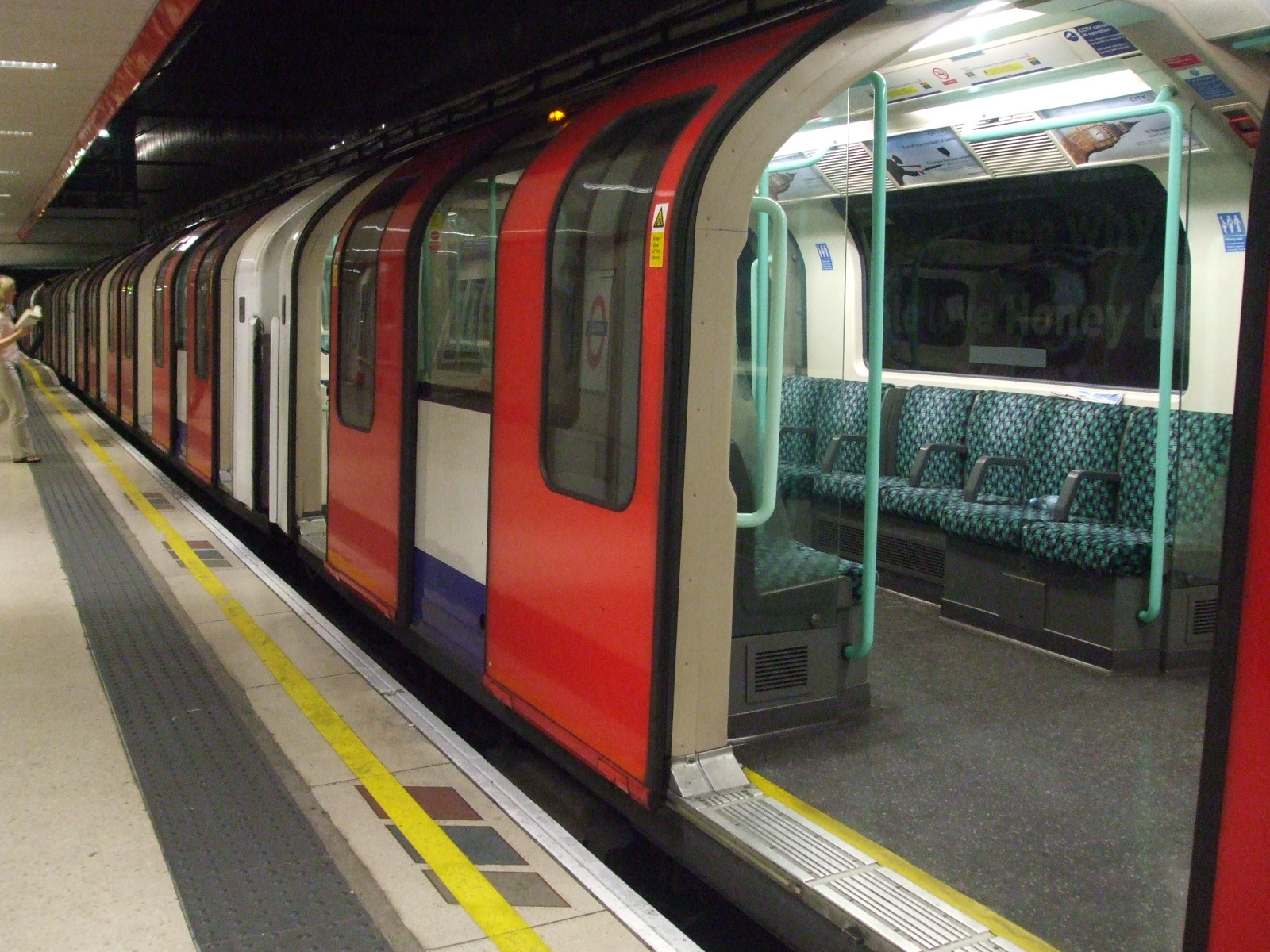
Souprava ve stanici Waterloo.

Waterloo & City Line je nejkratší linka londýnského metra, kterou oficiálně otevřeli 11. července 1898. Má jen dvě stanice, Waterloo a Bank (dříve „City“, proto City v názvu linky), mezi kterými překonává řeku Temži.
Existuje téměř výhradně pro přepravu dojíždějících z jihozápadního Londýna, hrabství Surrey a hrabství Hampshire, kteří přijíždějí na nádraží Waterloo a pokračují do londýnského finančního a bankovního centra – City a nejede pozdě večer a v neděli. Je to nejméně využívaná linka v síti londýnského metra. Jedná se o nejkratší linku londýnského metra (má jen 2,5 km a cesta z jednoho konce na druhý zabere jen 4 minuty) a je v pořadí druhou elektrickou linkou otevřenou v Londýně.

## Dějiny
Linka byla projektována stavebními inženýry W. R. Galbraithem a Jamesem Henrym Greatheadom. Původně byla součástí London and South Western Railway a v roce 1923 se stala částí Southern Railway. Nakonec byla 1. ledna 1948 znárodněna spolu s hlavními železničními tahy ve Velké Británii. Linka fungovala jako pokračování železnice z nádraží Waterloo a původně bylo plánováno její prodloužení až do centra City, ale upustilo se od toho v důsledku zákazu z roku 1846, který zabránil, aby podzemní železnice procházela centrem Londýna. Na lince existovala plná integrace s celostátní železniční sítí a cestující si mohl koupit jízdenku ze svého nádraží přímo do stanice Bank. Součástí londýnského metra se linka stala až v roce 1994, kdy byla prodána za nominální cenu ve výši jedné libry.
Linka Waterloo & City Line je v hovorové řeči přezdívaná jako The Drain (anglicky: odtok). Skutečný důvod přezdívky není znám. Jedno vysvětlení může být, že tunely pod Temží neustále prosakují, a proto voda musí být odčerpána, anebo možná proto, že přístup cestujících k nástupištím ve stanici Bank byl dlouhou svažující se podzemní chodbou připomínající odvodňovací stoku.
Jednou zvláštností linky Waterloo & City Line je to, že jako jediná z linek londýnského metra je pod zemí v celé své délce (linka Victoria Line je celá pod zemí, ale své depo má na povrchu). To vytváří značné problémy při přepravě vlaků na linku a zpět z linky. Před vybudováním mezinárodního terminálu Waterloo International v roce 1990 byly vlaky zvedány po jednom vagónu tzv. Armstrongovým výtahem, který se nachází na druhé straně severní stěny nádraží Waterloo. Tento problém je dnes již vyřešen používáním jeřábu upevněným na vozovce, který ústí šachtou vedle depa u jižní části stanice.
Když linka Waterloo & City Line dostala vlastní elektrárnu, uhlí bylo dodáváno z nádraží Waterloo použitím druhého, menšího výtahu (tzv. Abbottův výtah), což vysvětluje setrvávající vlakovou točnu ve zdejším depu. Její zbytek na vedlejší koleji, který vedl k Armstrongovu výtahu, je stále vidět po levé ruce krátce po odchodu ze stanice (směr stanice Bank).
V lednu 2003 byla linka Waterloo & City Line uzavřena na více než tři týdny kvůli bezpečnostním kontrolám, což bylo následkem závažného vykolejení na lince Central Line. To si vyžádalo důkladnou bezpečnostní prohlídkou všech souprav z roku 1992. Tentýž rok byla předána odpovědnost na údržbu linky firmě Metronet.
Linka byla uzavřena pro řadu oprav a kontrol vlaků, včetně uzávěrky mezi 31. březnem 1994 a 5. dubnem 1994. Linka byla uzavřena během roku 2006 kvůli renovaci (včetně nového položení kolejí na celé trati) a otevřena byla o víkendu 9. – 10. září 2006.

## Vozový park
Původní vlakové soupravy byly v roce 1992 vyměněny za soupravy Class 482, které jsou vlastně totožné se soupravami z roku 1992 používanými na lince Central Line. Linka byla přestavěna na čtyřkolejnicový provoz, běžně užívaný na ostatních linkách londýnského metra: původní ocelové kolejnice byly ponechány a nově přidané kolejnice byly z hliníku. Od uvedení nových souprav do provozu se kvůli různým úpravám dost lišily od vlaků provozovaných na lince Central Line, zejména kvůli poslední úpravě, a to systému automatické obsluhy vlaku na lince Central Line, což znamená, že se nemohou zaměnit za vlaky z linky Central Line.

## Trasa
Poznámka: Za názvem stanice se nachází její případný původní název nebo názvy, datum otevření, případně i datum jejího uzavření.
- Bank (City) (8. srpen 1898) – přestup na linku Northern Line (větev Bank), linku Central Line a systém Docklands Light Railway; ve stanici Monument na linky Circle Line a District Line
- Waterloo (8. srpen 1898) – přestup na linku Northern Line (větev Charing Cross), linku Bakerloo Line, linku Jubilee Line a systém železnic National Rail )

## Zajímavosti

### Natáčení
Protože linka je v neděli zavřená, je vhodnou a tradiční lokalitou pro natáčení. Natáčel se zde například film Srdcová sedma s Gwyneth Paltrow (1998). BBC ji pro natáčení filmu The Tripods upravila na stanici Porte de la Chapelle pařížského metra (1984).